# اليكس تالياني
اليكس تالياني مواليد 18 أكتوبر 1973 في تيربون، كيبك، كندا، هو سائق فورملا 1 كندي.

## سباقات شارك فيها
- البطولة الأمريكية لسباق السيارات
- سلسلة إندي كار
- إنديانابوليس 500

## وصلات خارجية
- اليكس تالياني على موقع Racing-Reference.info (الإنجليزية)
- اليكس تالياني على موقع DriverDB.com (الإنجليزية)

- الموقع%20الرسمي